# Diplazium antioquiense
Diplazium antioquiense är en majbräkenväxtart som beskrevs av Alexander Rojas.
Diplazium antioquiense ingår i släktet Diplazium och familjen Athyriaceae. Inga underarter finns listade i Catalogue of Life.